# Wahlbezirk Böhmen 128
Der Wahlbezirk Böhmen 128 war ein Wahlkreis für die Wahlen zum Abgeordnetenhaus im österreichischen Kronland Böhmen. Der Wahlbezirk wurde 1907 mit der Einführung der Reichsratswahlordnung geschaffen und bestand bis zum Zusammenbruch der Habsburgermonarchie.

## Geschichte
Nachdem der Reichsrat im Herbst 1906 das allgemeine, gleiche, geheime und direkte Männerwahlrecht beschlossen hatte, wurde mit 26. Jänner 1907 die große Wahlrechtsreform durch Sanktionierung von Kaiser Franz Joseph I. gültig. Mit der neuen Reichsratswahlordnung schuf man insgesamt 516 Wahlbezirke mit je einem zu wählenden Abgeordneten, die durch Direktwahl mit allfälliger Stichwahl bestimmt wurden. Der Wahlkreis Böhmen 128 umfasste die Gerichtsbezirke Braunau, Wekelsdorf, Rokitnitz sowie die Gemeinden Deschney, Gießhübel, Plaßnitz, Polom, Sattel und Trtschkadorf (alle Gerichtsbezirk Neustadt an der Mettau) und die Gemeinde Lom (Gerichtsbezirk Opočno). Ausgenommen war jedoch die Stadt Braunau (Wahlbezirk 95). Aus der Reichsratswahl 1907 ging der Deutsche Agrarier August Ansorge in der Stichwahl als Sieger hervor. Er konnte sein Mandat bei der Reichsratswahl 1911 in der Stichwahl verteidigen.

## Wahlergebnisse

### Reichsratswahl 1907

#### Erster Wahlgang
Die Reichsratswahl 1907 wurde am 14. Mai 1907 (erster Wahlgang) sowie am 23. Mai 1907 (Stichwahl) durchgeführt.
| Kandidat                                                                      | Partei                             | Wahlkreis- stimmen | Stimmanteil |
| ----------------------------------------------------------------------------- | ---------------------------------- | ------------------ | ----------- |
| August Ansorge                                                                | Deutsche Agrarpartei               | 4001               | 36,8 %      |
| Daniel Kaulfuß                                                                | Sozialdemokratische Arbeiterpartei | 2612               | 24,0 %      |
| Wenzel Hlavka                                                                 | Christlichsoziale Partei           | 2587               | 23,8 %      |
| Karl Schwarzer                                                                | Freialldeutsche Partei             | 1583               | 14,5 %      |
|                                                                               | Tschechischer Zählkandidat         | 59                 | 0,5 %       |
|                                                                               | Sonstige Parteien                  | 41                 | 0,4 %       |
| Wahlberechtigte: 12.764, Ungültige/Leere Stimmen: 89, Wahlbeteiligung: 86,0 % |                                    |                    |             |

#### Stichwahl
| Kandidat                                                                       | Partei                             | Wahlkreis- stimmen | Stimmanteil |
| ------------------------------------------------------------------------------ | ---------------------------------- | ------------------ | ----------- |
| August Ansorge                                                                 | Deutsche Agrarpartei               | 5242               | 60,3 %      |
| Daniel Kaulfuß                                                                 | Sozialdemokratische Arbeiterpartei | 3458               | 39,7 %      |
| Wahlberechtigte: 12.088, Ungültige/Leere Stimmen: 126, Wahlbeteiligung: 66,0 % |                                    |                    |             |

### Reichsratswahl 1911
Die Reichsratswahl 1911 wurde am 13. Juni 1911 sowie am 20. Juni 1911 (Stichwahl) durchgeführt.

#### Erster Wahlgang
| Kandidat                                                                       | Partei                     | Wahlkreis- stimmen | Stimmanteil |
| ------------------------------------------------------------------------------ | -------------------------- | ------------------ | ----------- |
| August Ansorge                                                                 | Deutsche Agrarpartei       | 2816               | 29,8 %      |
| Cölestin Merkl                                                                 | Sozialdemokratische Partei | 2402               | 25,5 %      |
| Franz Oehlinger                                                                | Christlichsoziale Partei   | 2340               | 24,8 %      |
| Liborius Fischer                                                               | Deutschradikale Partei     | 1837               | 19,5 %      |
|                                                                                | Sonstige Parteien          | 39                 | 0,4 %       |
| Wahlberechtigte: 12.688, Ungültige/Leere Stimmen: 146, Wahlbeteiligung: 75,5 % |                            |                    |             |

#### Stichwahl
| Kandidat                                                                       | Partei                             | Wahlkreis- stimmen | Stimmanteil |
| ------------------------------------------------------------------------------ | ---------------------------------- | ------------------ | ----------- |
| August Ansorge                                                                 | Deutsche Agrarpartei               | 5231               | 61,6 %      |
| Cölestin Merkl                                                                 | Sozialdemokratische Arbeiterpartei | 3261               | 38,4 %      |
| Wahlberechtigte: 12.688, Ungültige/Leere Stimmen: 161, Wahlbeteiligung: 68,2 % |                                    |                    |             |